# Kees Spiering
Kees Spiering (Terschelling, 8 april 1958) is een Nederlandse dichter, kinderboekenschrijver, publicist en leraar.

## Achtergrond
Spiering studeerde Nederlandse en Engelse taalkunde. Na zijn debuut in 1985 publiceerde hij zeven dichtbundels voor de jeugd en vier bundels voor volwassenen.
Hij woont in Noordbroek (provincie Groningen). Sinds 2007 is hij fulltime (tekst)schrijver/dichter.

## Literaire werk
Spiering schrijft over alledaagse en herkenbare dingen, zoals ruzie, liefde, ouders, school en natuur. In zijn poëzie verwerkt hij thema’s zoals jeugdige verliefdheden, confrontatie met de dood, groeipijnen, droefheid. Gevoelens staan centraal.